# Bahnhof Berlin Storkower Straße
Der Bahnhof Berlin Storkower Straße ist ein Bahnhof an der Ringbahn im Berliner Ortsteil Prenzlauer Berg. Er wird von den S-Bahn-Linien S41, S42, S8 und S85 bedient. Eröffnet wurde der Bahnhof unter dem Namen Zentralviehhof (anfängliche Schreibweise Central-Viehhof). Er ist mit Aufzügen ausgestattet und gilt daher als barrierefrei.

## Geschichte
Der Bahnhof wurde am 4. Mai 1881 eröffnet. Zuvor war die Ringbahn an der Stelle des neu angelegten Zentralvieh- und Schlachthofs ab 1876 viergleisig ausgebaut worden. Mit dem ersten Umbau 1903 wurden eine Unterführung und Seitenbahnsteige angelegt, die 1929 durch einen Mittelbahnsteig ersetzt wurden. Als einziger Ringbahnhof hat er bis heute keine Überdachung. Seit dem 1. Februar 1929 fährt hier die S-Bahn.

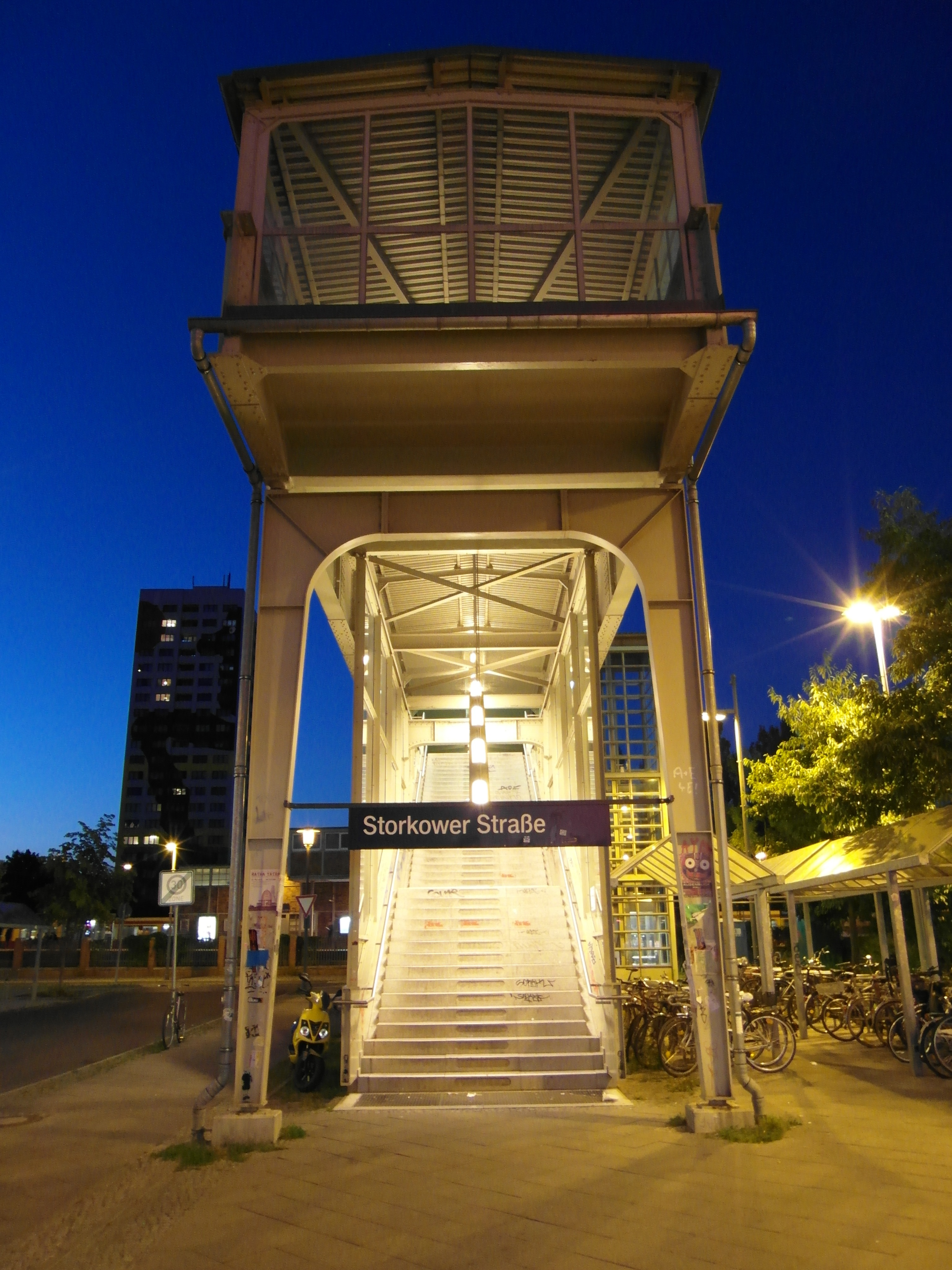
Aufgang zum Bahnhof vom früheren Viehhofgelände

Der Mittelbahnsteig war ursprünglich durch einen Tunnel mit dem südlich gelegenen Schlachthofgelände verbunden. 1937 wurde begonnen, die längste Fußgängerbrücke Berlins zu errichten, die das Wohngebiet in der Eldenaer Straße in Friedrichshain mit der S-Bahn verbinden sollte. Die Brücke wurde 1939 fertiggestellt und war zunächst 420 Meter lang, sie trug im Volksmund auch den Spitznamen „Langer Jammer“. Der Fußweg verlief in sieben Metern Höhe über dem Schlachthofgelände. Der Personentunnel diente nur noch dienstlichen Zwecken für die Mitarbeiter des Schlachthofs.
Nach dem Zweiten Weltkrieg wurde der Bahnhof im August 1945 wiedereröffnet, jedoch nur für die sowjetische Besatzungsmacht, die auf dem Gelände des Schlachthofs ein Kriegsbeutelager eingerichtet hatte. Im November 1947 wurde der Bahnhof geschlossen, die Züge fuhren ohne Halt durch. Erst nach Wiederherstellung der Fußgängerbrücke konnte er am 25. Juli 1951 wieder in Betrieb genommen werden.
Seit Sommer 1977 wurde die Fußgängerbrücke nach Norden zum Neubaugebiet Storkower Straße verlängert und am 4. Oktober 1977 der Nutzung übergeben. Sie wuchs damit um ungefähr 80 Meter auf eine Gesamtlänge von 505 Metern. Seit dem 15. Oktober 1977 trägt auch der S-Bahnhof den Namen Storkower Straße. Ein Kuriosum war, dass der Bahnhof zwar auf dem Gebiet des Bezirks Prenzlauer Berg lag, die beiden Ausgänge über die Brücke sich jedoch in den Bezirken Friedrichshain und Lichtenberg befanden. 1986 wurde der Tunnel geschlossen, für die Schlachthofmitarbeiter entstand ein Abgang von der Brücke auf das Viehhofgelände.
Bereits 1976 ging der Viehhof teilweise und nach 1990 komplett außer Betrieb. Auf dem Gelände entstanden später Wohnbauten. 2002 wurde ein 300 Meter langes Teilstück der Brücke abgerissen, nachdem ein neuer öffentlicher Zugang zur Brücke auf dem ehemaligen Schlachthofgelände auf der Südwestseite des Bahnhofs entstanden war. Das funktionslos gewordene südlichste Ende der Brücke an der Eldenaer Straße blieb einige Jahre aus Denkmalschutzgründen stehen und wurde 2006 abgerissen. Der verbliebene südliche Teil steht heute unter Denkmalschutz.
Es ist geplant, den Bahnhof von 2025 bis zum November 2026 zu erneuern. Unter anderem soll ein neues Empfangsgebäude entstehen.
Am S-Bahnsteig erfolgt die Zugabfertigung durch den Triebfahrzeugführer mittels Führerraum-Monitor (ZAT-FM).

## Anbindung
Heute verkehren hier die Ringbahnlinien S41 und S42 sowie die Linien S8 und S85. Es bestehen zudem Umsteigemöglichkeiten zu Omnibuslinien der Berliner Verkehrsbetriebe.
| Linie | Verlauf | Takt in der HVZ |
| ----- | --- | --------------- |
| ↻ ↺   | Gesundbrunnen – Schönhauser Allee – Prenzlauer Allee – Greifswalder Straße – Landsberger Allee – Storkower Straße – Frankfurter Allee – Ostkreuz – Treptower Park – Sonnenallee – Neukölln – Hermannstraße – Tempelhof – Südkreuz – Schöneberg – Innsbrucker Platz – Bundesplatz – Heidelberger Platz – Hohenzollerndamm – Halensee – Westkreuz – Messe Nord/ZOB – Westend – Jungfernheide – Beusselstraße – Westhafen – Wedding – Gesundbrunnen \|\| 05 min |                 |
|       | Birkenwerder – Hohen Neuendorf – Bergfelde – Schönfließ – Mühlenbeck-Mönchmühle – Blankenburg – Pankow-Heinersdorf – Pankow – Bornholmer Straße – Schönhauser Allee – Prenzlauer Allee – Greifswalder Straße – Landsberger Allee – Storkower Straße – Frankfurter Allee – Ostkreuz – Treptower Park – Plänterwald – Baumschulenweg – Schöneweide – Johannisthal – Adlershof – Grünau (– Eichwalde – Zeuthen – Wildau) \|\| 20 min                            |                 |
|       | Frohnau – Hermsdorf – Waidmannslust – Wittenau (Wilhelmsruher Damm) – Wilhelmsruh – Schönholz – Wollankstraße – Bornholmer Straße – Schönhauser Allee – Prenzlauer Allee – Greifswalder Straße – Landsberger Allee – Storkower Straße – Frankfurter Allee – Ostkreuz – Treptower Park – Plänterwald – Baumschulenweg – Schöneweide (– Johannisthal – Adlershof – Grünau) \|\| 20 min                                                                         |                 |